# Lőrinczi Ferenc (tankönyvíró)
Lőrinczi Ferenc (Bürkös, 1884. március 3. – Kolozsvár, 1953. december 17.) erdélyi magyar pedagógus, tankönyvíró, szerkesztő. Ifj. Lőrinczi Ferenc (1916–1980) és Lőrinczi László (1919–2011) apja.

## Életútja
Középiskolai tanulmányait Erzsébetvároson kezdte, majd Déván szerzett tanítói oklevelet (1903). Tanító Pusztacelinán (1904–19), Fehéregyházán, Segesváron (1919–26); Kolozsvárt református elemi iskolai igazgató (1926–35), az Erdélyi Református Egyházkerület iskolaügyi felügyelője (1936–40), a Marosvásárhelyi Tankerületi Főigazgatóság keretében az elemi iskolaügy előadója (1940–45).
A romániai kisebbség felekezeti iskolai tanítók lapjának, A Tanítónak szerkesztője (1930–32). D. Bedeleanuval, Felméri Sándorral, Ferenczi Sándorral, Káli Sándorral és Ősz Sándorral közösen számos, a református iskolákban 1948-ig használatos elemi iskolai tankönyvet (Számtan, 1929, 1934; Magyar olvasókönyv és nyelvtan, 1933, 1934, 1936; Tudományok könyve. Az V–VII. osztály számára. 1936, 1939) írt és szerkesztett.
1953-ban gyomorrákban halt meg, a kolozsvári Házsongárdi temetőben helyezték örök nyugalomra.

## Emlékezete
2009 november 28-án, a kolozsvári felsővárosi református gyülekezet és a rokonság emléktáblát állított Lőrinczi Ferenc születésének 125. évfordulóján szülőfalujában, Bürkösön a templomban.